# Lobocleta peralbata
Lobocleta peralbata là một loài bướm đêm trong họ Geometridae.